# Йохана фон Насау-Саарбрюкен
Йохана фон Насау-Саарбрюкен (на немски: Johanna von Nassau-Saarbrücken; * 14 април 1464; † 7 май 1521) от род Дом Насау (Валрамска линия), е графиня от Насау-Саарбрюкен и чрез женитба пфалцграфиня и херцогиня на Пфалц-Зимерн.

## Живот
Тя е втората дъщеря на граф Йохан II фон Насау-Саарбрюкен (1423 – 1472) и първата му съпруга Йохана фон Лоон-Хайнсберг (1443 – 1469), дъщеря наследничка на граф Йохан IV фон Лоон-Хайнсберг († 1448).
Йоханна се омъжва на 29 септември 1481 г. за пфалцграф и херцог Йохан I фон Пфалц-Зимерн (1459 – 1509). Те имат децата:
- Фридрих (*/† 1490)
- Йохан II (1492 – 1557), пфалцграф и херцог на Пфалц-Зимерн, женен I. през 1508 г. за маркграфиня Беатрикс фон Баден (1492 – 1535), II. за графиня Мария Якобина фон Йотинген (1525 – 1575)
- Фридрих (* 1494), домпропст в Страсбург